# Herschel (cràter)
|  | Aquest article tracta sobre un cràter de la Lluna. Si cerqueu un cràter de Mart, vegeu «Herschel (cràter marcià)». |

|  | Aquest article tracta sobre un cràter de la Lluna. Si cerqueu un cràter de Mimas, vegeu «Herschel (cràter de Mimas)». |

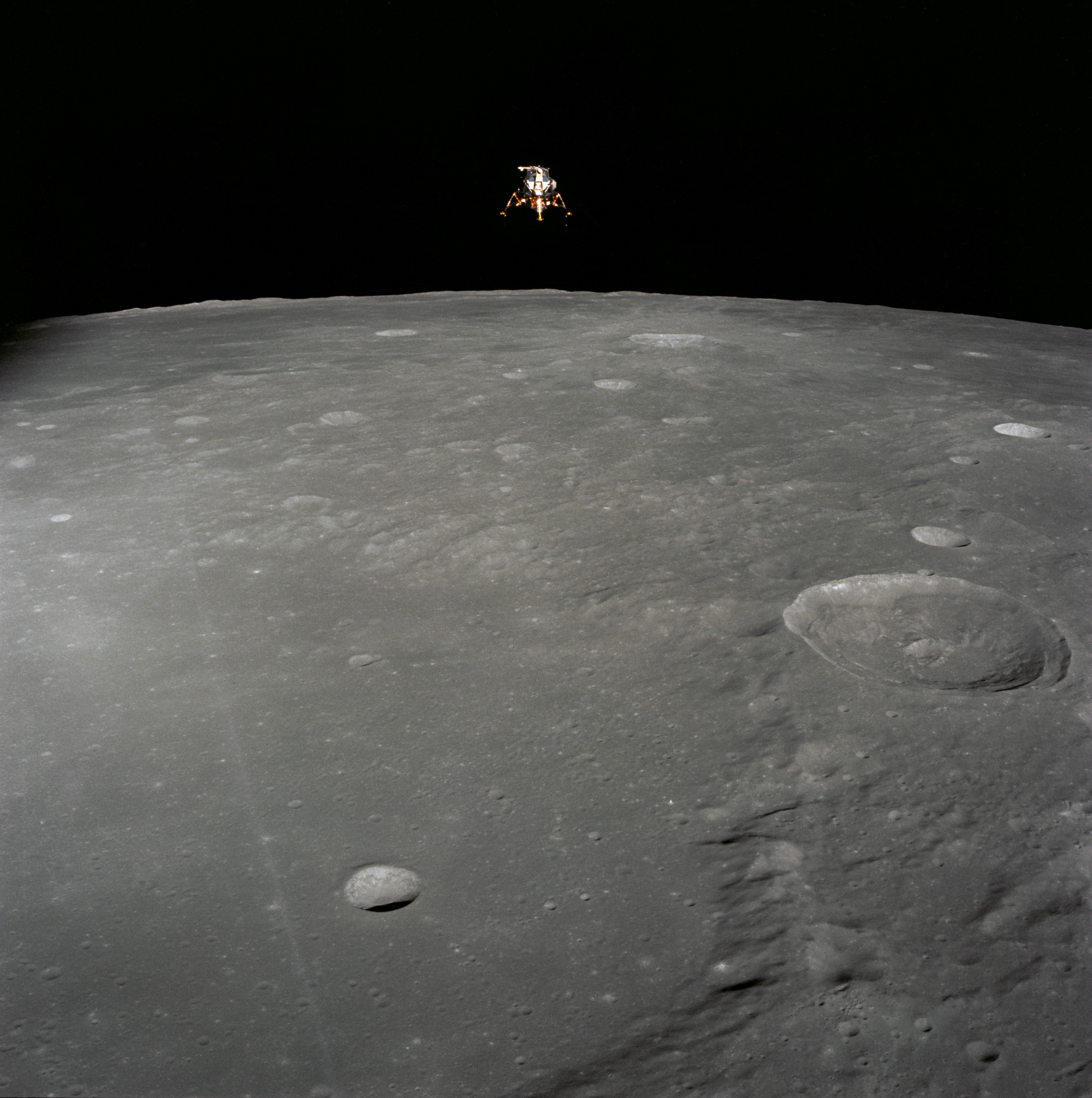
Fotografia de la missió Apol·lo 12

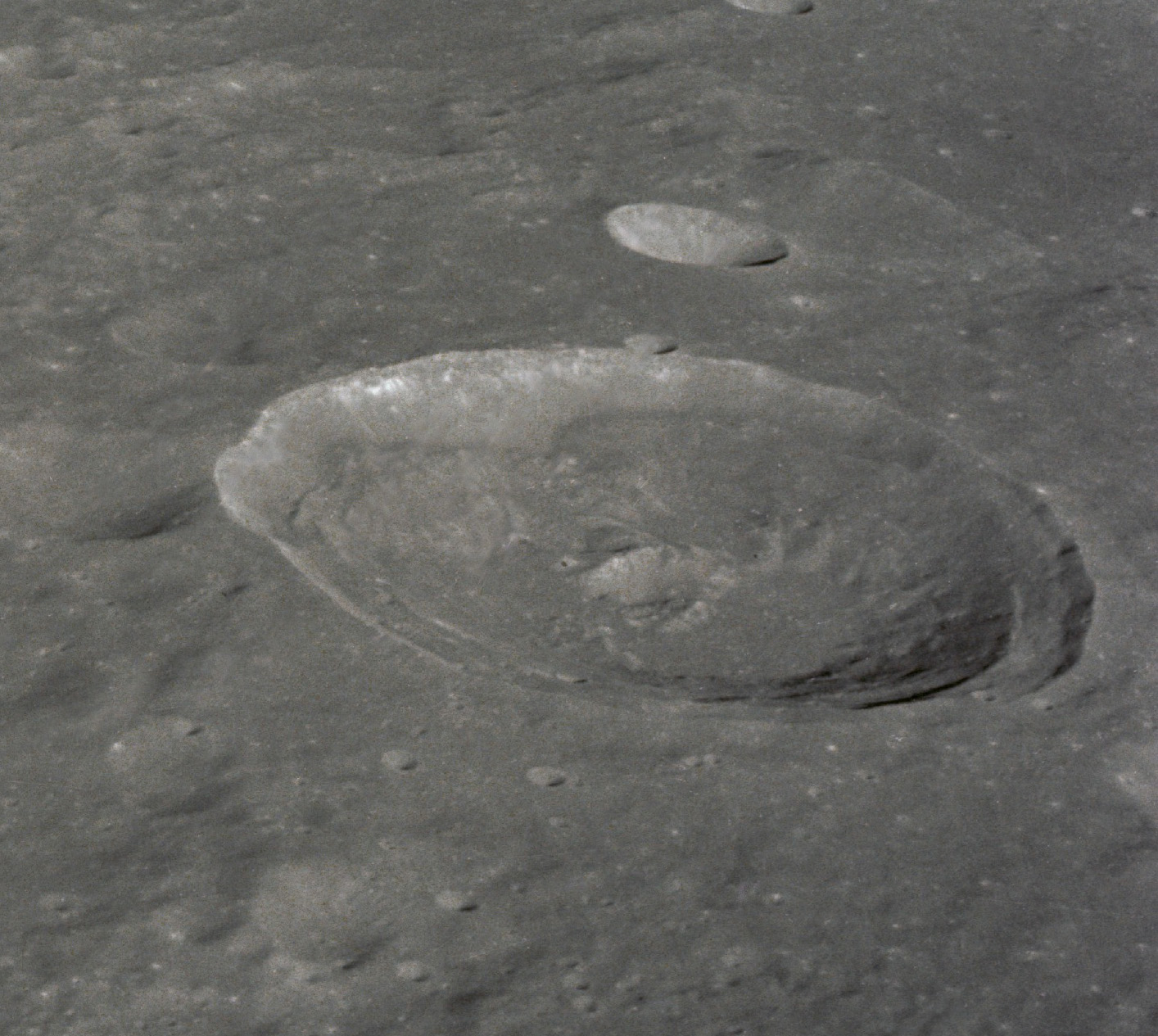
Fotografia de la missió Apol·lo 12

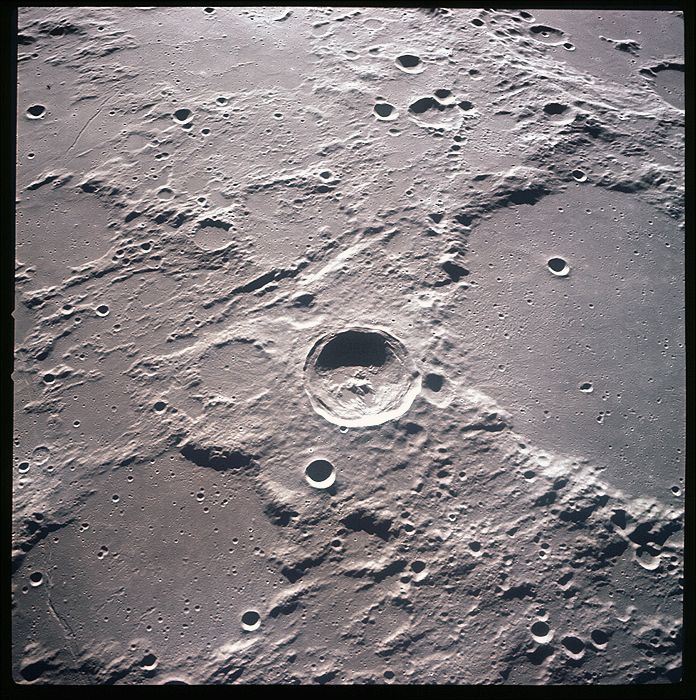
Herschel al centre de la imatge, amb Ptolemeu a la seva dreta. Foto NASA

Herschel és un cràter d'impacte lunar localitzat just al nord de la plana emmurallada del cràter Ptolemeu. Just al nord apareix el cràter inundat de lava Spörer, i a l'est es troba el cràter pràcticament desintegrat Gyldén. A un diàmetre del cràter al nord-oest es localitza la plana emmurallada del cràter Flammarion, en el bord sud del Sinus Medii.

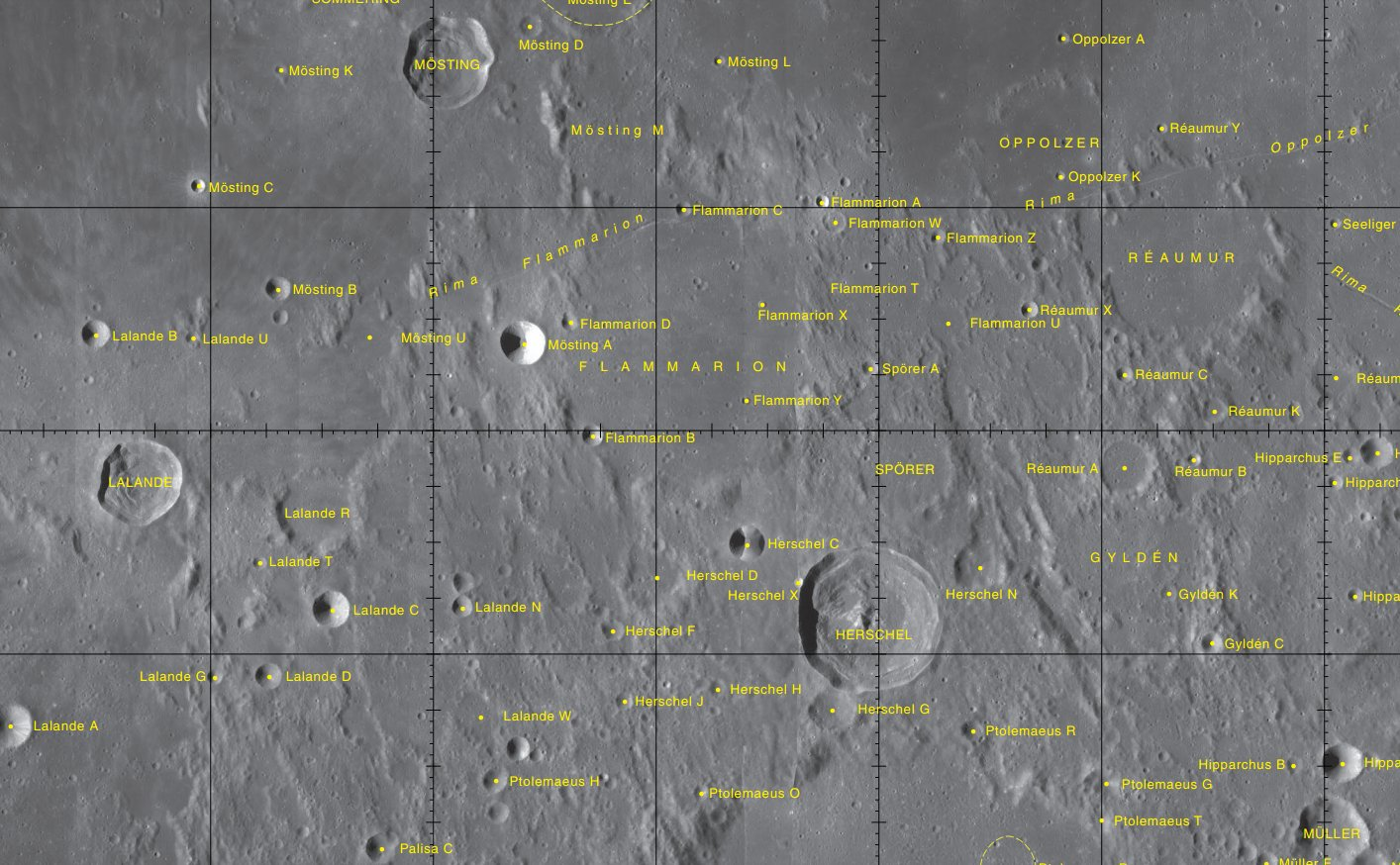
Localització de Herschel, en el quadrant inferior dret de la fotografia (Imatge LRO)

El brocal d'aquest cràter és generalment circular, encara que el costat occidental és recte. Té una vora ben definida sense un desgast significatiu, amb les parets interiors terraplenades. El sòl interior és accidentat, amb una considerable elevació central, desplaçada lleugerament a l'oest del punt central del cràter. El petit cràter Herschel G està unit a la vora del cràter principal en el seu costat sud-sud-oest, amb un altre petit cràter travessant la vora en el seu costat sud.

## Cràters satèl·lit
Per convenció aquests elements s'identifiquen en els mapes lunars col·locant la lletra en el costat del punt central del cràter que està més proper a Herschel.
|          | \| Herschel \| Coordenades \| Diàmetre \| \| -------- \| -------------------------------- \| -------- \| \| C \| 5° 00′ S, 3° 12′ O / 5.0°S,3.2°O \| 10 km \| \| D \| 5° 18′ S, 4° 00′ O / 5.3°S,4.0°O \| 20 km \| \| F \| 5° 48′ S, 4° 24′ O / 5.8°S,4.4°O \| 7 km \| \| G \| 6° 30′ S, 2° 24′ O / 6.5°S,2.4°O \| 14 km \| \| H \| 6° 18′ S, 3° 24′ O / 6.3°S,3.4°O \| 5 km \| \| J \| 6° 24′ S, 4° 18′ O / 6.4°S,4.3°O \| 5 km \| \| N \| 5° 12′ S, 1° 06′ O / 5.2°S,1.1°O \| 15 km \| \| X \| 5° 18′ S, 2° 42′ O / 5.3°S,2.7°O \| 3 km \| |          |
| Herschel | Coordenades | Diàmetre |
| C        | 5° 00′ S, 3° 12′ O / 5.0°S,3.2°O | 10 km    |
| D        | 5° 18′ S, 4° 00′ O / 5.3°S,4.0°O | 20 km    |
| F        | 5° 48′ S, 4° 24′ O / 5.8°S,4.4°O | 7 km     |
| G        | 6° 30′ S, 2° 24′ O / 6.5°S,2.4°O | 14 km    |
| H        | 6° 18′ S, 3° 24′ O / 6.3°S,3.4°O | 5 km     |
| J        | 6° 24′ S, 4° 18′ O / 6.4°S,4.3°O | 5 km     |
| N        | 5° 12′ S, 1° 06′ O / 5.2°S,1.1°O | 15 km    |
| X        | 5° 18′ S, 2° 42′ O / 5.3°S,2.7°O | 3 km     |